# Huyện của Síp
Síp về mặt hành chính được chia thành sáu huyện (tiếng Hy Lạp: ἐπαρχίες tiếng Thổ Nhĩ Kỳ: kaza), có thủ phủ cùng tên. Các huyện được chia tiếp thành các khu tự quản và cộng đồng.
| Huyện                                    | Dân số (2011) | Diện tích (km²) |
| ---------------------------------------- | ------------- | --------------- |
| Famagusta (Αμμόχωστος; Gazimağusa)       | 47.338        | 1.985,3         |
| Kyrenia (Κερύvεια; Girne)                | 0             | 643,9           |
| Larnaca (Λάρνακα; Larnaka)               | 145.365       | 1.120,1         |
| Limassol (Λεμεσός; Limasol hay Leymosun) | 239.842       | 1.393,3         |
| Nicosia (Λευκωσία; Lefkoşa)              | 334.120       | 2.710,0         |
| Paphos (Πάφος; Baf hay Gazibaf)          | 90.295        | 1.389,8         |

Ghi chú: Diện tích do Bắc Síp kiểm soát được tính trong số liệu, song dân số không được liệt kê. Vùng đệm Liên Hợp Quốc được tính cả về số liệu dân số và diện tích. Akrotiri và Dhekelia không được tính về số liệu diện tích, song công dân Síp phi quân sự sống tại đây được tính đến.